# 最低賃金 (アメリカ)

アメリカの州、ワシントンD.C.、および領土別の連邦最低賃金（7.25ドル）に対する地域別最低賃金（2023年7月時点）。
最低賃金が低い又は最低賃金のない州では、公正労働基準法の対象となる労働者には連邦最低賃金が適用される。
アメリカ領サモアの一部労働者には特別最低賃金が適用される。
州の最低賃金が定められていないため、連邦最低賃金を適用
州の最低賃金が連邦最低賃金未満
州の最低賃金が連邦最低賃金と同額
州の最低賃金が連邦最低賃金より高い
特別ルール適用（アメリカ領サモアのみ）

アメリカ合衆国の最低賃金（さいていちんぎん）は、公正労働基準法（en:Fair Labor Standards Act, 1938年）によって連邦最低賃金が定められている。

## 概要
アメリカ合衆国が連邦政府として定めている最低賃金は7.25ドルであるが、この他に各州が独自に最低賃金を定めている場合が多い。州の最低賃金が連邦最低賃金よりも高い場合には、州の最低賃金が適用されており、2025年7月1日時点で、連邦最低賃金の7.25ドルを上回る最低賃金を定めている州は条件付きも含めて30州とワシントン特別区で、連邦最低賃金と同額が条件付きのオクラホマ州含めて13州、連邦最低賃金を下回る州が2州、最低賃金を定めていない州が5州ある。
そのため、2019年5月時点でアメリカ国内の最低賃金労働者の9割近くは連邦最低賃金より多い時給額で働いており、全米加重平均額は11.80ドルである。
なお、Fight for $15（最低時給15ドルへ引き上げる為に闘う）運動の影響により、2025年7月1日時点で、10州（カリフォルニア州、コネチカット州、デラウェア州、イリノイ州、メリーランド州、マサチューセッツ州、ニュージャージー州、ニューヨーク州、ロードアイランド州、ワシントン州）とワシントン特別区で15ドル以上あり、ワシントン特別区においては17ドル以上となっている。
そして、アラスカ州、フロリダ州、ミズーリ州、ネブラスカ州において最低時給15ドルへ、ハワイ州は18ドルへの引き上げを2020年代内に目指している。
49の市や郡において一般労働者の最低賃金が17ドルを超えており、その内の39自治体がカリフォルニア州内の自治体であり、7自治体がワシントン州内の自治体である。
更に、ワシントン州にあるとレントンとベリアンとキング郡とタックウィラとシアトルとシータック(前者3自治体はフランチャイズ加盟店含め従業員数が世界中で500人越[ベリアンはフルタイム従業員換算で500人以上]の企業で働く場合。、タックウィラはフランチャイズ加盟店含め従業員数が世界中で15人以上の場合、シアトルは市内で働く場合、シータックはサービス業と運輸業に従事している場合である。）とカルフォニア州の全米に60店舗以上を持つファストフードチェーンで働く従業員と州内の医療施設で働く労働者（ただし、セーフティネット病院<メディケアなどの政府支出割合が高い病院>、小さな郡が運営する医療施設で働く場合は除く。）、ウェスト・ハリウッド市とロングビーチ市内のホテルで働く従業員、ロサンゼルス市内のロサンゼルス国際空港ホスピタリティ強化ゾーン（AHEZ）内にある客室数50室以上のホテルとAHEZ外の客室60室以上のホテルで働く従業員の最低時給は2025年7月1日時点で20ドルを超えている。更に、2028年ロサンゼルスオリンピックが開催される2028年までにロサンゼルス国際空港とロサンゼルス市内の客室60室以上のホテルで働く従業員の最低時給を時給30ドルへ引き上げる予定である
また、連邦最低賃金とは別に連邦政府契約事業者に対する最低賃金が、2014年2月にオバマ前大統領により署名された大統領令13658号により、設けられている。

## チップ労働者の最低賃金
2009年7月24日に施行されて以降、現在までアメリカ合衆国の一般労働者の連邦最低賃金は7ドル25セントであるが、アメリカ合衆国にはチップという習慣があり、一般労働者と違いチップ労働者の最低賃金は2ドル13セントとなっている。法律ではチップが連邦最低賃金に届かない場合、雇用主がその差を埋めなければならないが、現実には必ずしもそうなっていない。チップ労働者とは、月に30ドル以上チップを受け取る仕事で働く人々のことである。

## 歴史的経緯

OECD各国の実質最低賃金（時給,PPPUSD）

### 1910年代、1920年代
アメリカの最低賃金は、最初に導入されたのは、連邦ではなく、州であった。最初に導入された州は、マサチューセッツ州であり、1912年に導入された。また、導入した背景には、若年者や女性の労働者の貧困がある。
そして、1923年までにマサチューセッツ州を始めとした13の州で、最低賃金制度が導入されたが、対象は若年者や女性であった。しかし、この制度に対して、雇用における契約の自由に反すると憲法違反を訴える訴訟があり、僅差で合憲状態が続いたものの、1923年に、連邦最高裁は、ワシントンDCの最低賃金法を憲法違反であるとの判決を5対3で下された。そして、判決後の数年のうちに7州で、違憲判決が下された。幾つかの州では最低賃金法の表現が修正されて存続したものの、最低賃金法違反をした使用者に対して事件化することはなかった。また、一般の賃金が上昇したにもかかわらず、多くの州では、賃金額改定を控えてしまったため、制度としての存在意義が年々低下してしまった。

### 世界恐慌から1937年の合憲判決まで
しかし、1929年の世界恐慌をきっかけに、風向きが変わる。このアメリカ発の世界不況の影響により、賃金が60%も低下していき、貧困が拡大していった。
そのため、州の方では、1933年にニューヨーク州で最低賃金法が成立し、それに続いて他の5州が制定された。また、制定の際、ワシントンDC控訴裁判所の判決を考慮して、生計費を基準として最低賃金を設定することに加え、労働の公正価値も基準に加えた。
そして、連邦の方では、ルーズベルト大統領により1933年に制定された全国産業復興法であった。しかし、この方に対して、連邦最高裁が、1935年に全国産業復興法は違憲との判決を下した。違憲理由は、「雇用主は大統領により規定された最低賃金率を守らなければならない」とする内容が盛り込まれたためであり、このため、違憲判決後、この条文は削除された。
しかしながら、世界恐慌をきっかけに新しいタイプの最低賃金法も、恐慌前と同じく訴訟に直面する。ニューヨーク州の最低賃金法も、1936年に違憲判決が出された。また、ワシントン州に対しても、連邦最高裁に上告されてしまった。
世界恐慌に対応した全国産業復興法や最低賃金法を違憲と判断する連邦最高裁に対して、ルーズベルト大統領は業を煮やし、最高裁判事を6名増員すると通告をした。その通告の効果があったかどうかは不明であるが、1937年にワシントン州の最低賃金法に対して、1936年の違憲判決を下したオーウェン・ロバート判事が、合憲判断に変化したこともあり、連邦最高裁はそれまでの判断とは異る合憲判決を下した。その後、ルーズベルト大統領は、連邦最高裁判事の増員通告を撤回した。

### 1937年の合憲判決後
連邦最高裁の合憲判決を受けて、カンザス州、ミネソタ州などでは州司法長官は、州最低賃金法は合憲であると決定し、ニューヨーク州、ウィスコンシン州などでは最低賃金法を制定した。
そして、連邦の方でも、1938年に公正労働基準法の制定した。その後、同法に対する違憲訴訟が提起されたが、1941年に合憲判断が下されて、連邦最低賃金制度が確立した。
また、連邦最低賃金制度には、それまでの州最低賃金法とは異なる特色がみられた。
1. 最低賃金の適用を女性、若年者に加えて男性も適用対象としたこと
2. 時給による最低賃金を法律で規定したこと。それまでの、あるいは当時の州最低賃金法では、我が国のように公労使からなる賃金委員会が最低賃金の決定を行い、それを命令として発出するという仕組みが主流であった。また、時給ではなく日給あるいは週給とするところも少なくなかった。
3. 年齢や性による賃金差を設定せずに一律としたことである。また、当初の法律には、法定最低賃金よりも高い産業別最低賃金を設定する委員会に関する規定も置かれた。しかしその部分は1949年改正で削除された。

その後、連邦最低賃金制度を受けて、その制度に沿った最低賃金法を制定する州が増えていった。それまで最低賃金法がなかった州で制定されたり、若年者と女性から男性を加えて適用範囲を拡大したり(コネチカット州、ロードアイランド州、ニューヨーク州など)、最低時給額の設定を定める州も出始めていた。

### 1990年代、2000年代
最低賃金は別の面で、1990年代以降アメリカ各地で生活賃金（Living Wage）運動が起こった。生活賃金運動は、行政の委託を受けた企業が生活賃金以上の賃金支払いを義務付ける条例制定を求めた運動である。
この運動の影響により、1994年にはボルティモア市 (メリーランド州) で条例が制定された。翌年にはサンタクララ郡 (カリフォルニア州) で制定されるなど、市や郡などの自治体での生活賃金条例制定の動きは瞬く間に全米に広がった。全米で約140の市や郡で条例が制定されたが、監督・監視体制の不備のため、その多くにおいては実質上の強制力がないと言われている。
また、連邦最低賃金の引上げに関しては、オバマ前大統領や民主党議員が連邦最低賃金の引上げを提案していたものの、共和党の反対があったため、2009年以降行われていない。1968年の最低賃金額（時給1.6ドル）を基準にインフレを考慮した場合、2018年の貨幣価値では11.79ドルに相当し、現在の水準よりも60%高くなる。つまり、実質の最低賃金は過去50年間で下がる続けたのである。

### 2010年代以降 Fight for $15（最低時給15ドルへ引き上げる為に闘う）運動

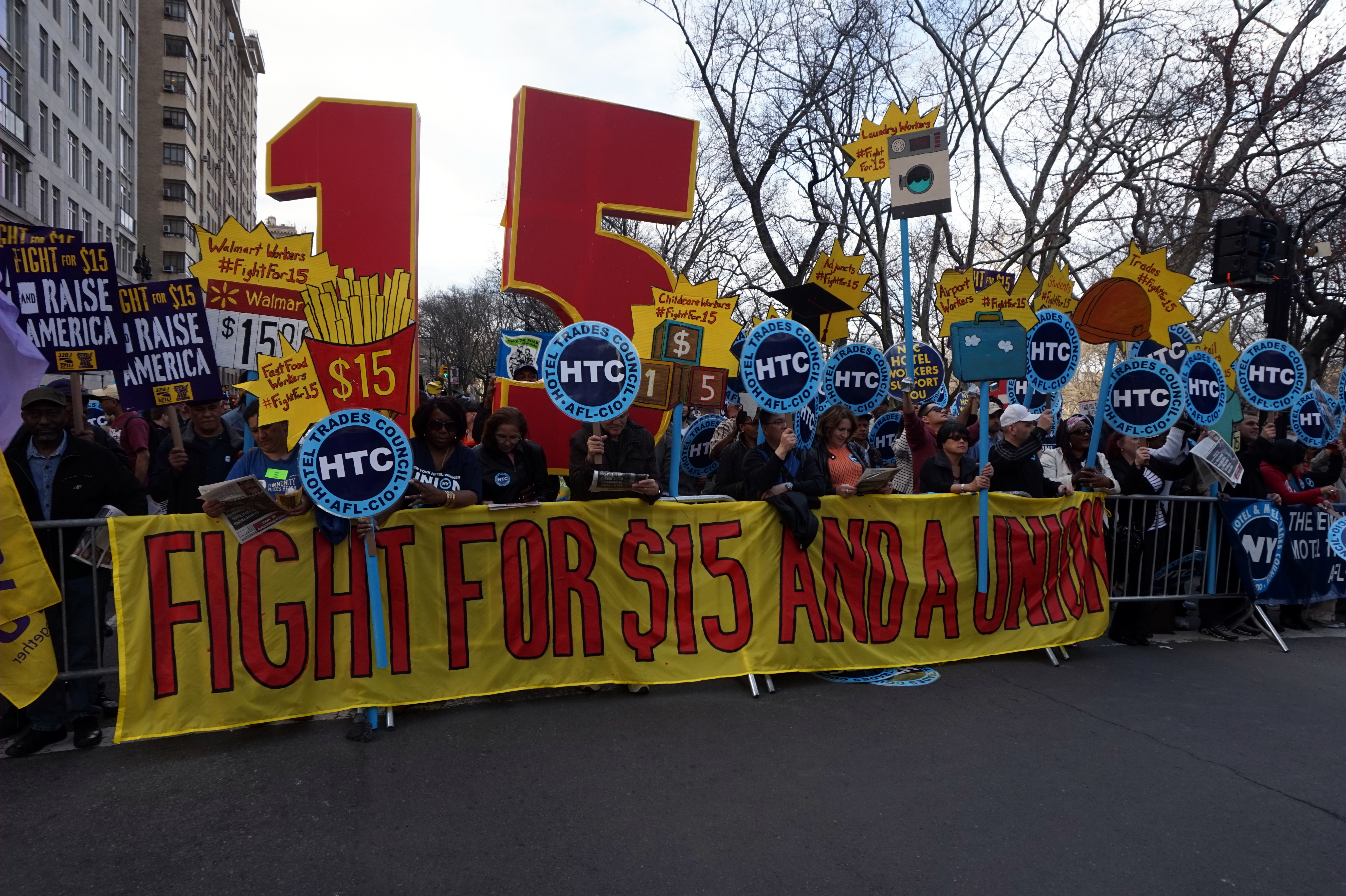
2015年4月15日、ニューヨーク市で行われたFight for $15（最低時給15ドルへ引き上げる為に闘う）運動の様子

2012年11月のニューヨークで行われたマクドナルドの店員による一日ストをきっかけ に、Fight for $15（最低時給15ドルへ引き上げる為に闘う）運動がファストファッションやウォルマートに代表される小売店舗をターゲットにした賃上げ要求運動が開始され、アメリカ国内各地で逮捕者（主に交通の妨害）が出るほどのデモ活動 が展開された。
この運動の目的は、人間らしい生活ができる最低水準となる貧困ラインを上回る賃金15ドルへと引き上げること、そして、ファーストフードの本体企業に使用者責任を負わせ、労働組合を組織しやすくすることである。
この運動の中心団体は、サービス従業員労働組合( SEIU)である。その中心団体を中核として地域住民の組織、学生、中小企業事業主、宗教団体、NPOやホテルやレストランの従業員を組織する労働組合UNITE-HEREも参加している。
この運動に対して、アメリカ商業会議所や国際フランチャイズ・チェーン協会は、SEIUの支援による運動の影響が大きいことを批判的に指摘している。そして、経営者団体も現役従業員がほとんど参加がなく、労働組合が主導的な立場にあることを理由に批判した
更に、マクドナルド元CEOエド・レンシは、フォックス・ビジネスチャンネルの朝の番組で、最低時給が連邦最低賃金(7.25ドル)の2倍以上に引き上げれば、より安価なロボットを導入するなどして、ファーストフード企業の使用者側が引上げに対する人件費の上昇を抑えるために、安価なロボットに代替し、ファーストフード店員を解雇するなどの雇用の悪影響を指摘している。更には、オックスフォード大学のマイケル・オズボーン博士が2013年に発表した論文によれば、2030年代までにファストフード店で料理をする従業員が、ロボットやAIに取って代わられる可能性が81%と高いことを指摘している が、この論文に対して、実験室レベルで自動化が出来る仕事も含まれているため、過大に推計されているとの批判もある。
そして、職業を構成するタスク（業務）単位でみた場合に70%超えのタスクが自動化される職業は9％程度（アメリカの場合も9%程度）にとどまるとの研究結果もある。またAIや機械化によって雇用が奪われるという主張もあるが、それらの技術によってタスク量が減少するが、AIや機械化を導入したり、維持したりする仕事やそれらの技術により新たな仕事が生まれることにより、雇用が生み出される可能性もある。しかし同時に、中程度の技能を有するルーティン業務が減少し、専門的な技能が求められない低スキルの仕事と高度な技能が求められる仕事へと2極化していき、経済格差が拡大していくとの予測もある。
一方で、中小企業事業主団体が最低賃金引き上げを求めるロビー活動を展開するようになるなど、運動を支持する動きは広がりをみせている。

#### 2010年代以降の最低賃金の動向　州政府と企業の場合
この運動は全米レベルに拡大し各地域で進んでいる州別最低賃金引き上げの原動力となっている。そのため、州で最低賃金の引上げが特に2013年以降活発に行われており、多くの場合で複数年にわたり段階的な引上げが行われている。
2018年においてはデラウェア州とマサチューセッツ州で最低賃金を段階的に引き上げる法案が成立したほか、アーカンソー州及びミズーリ州では住民投票により最低賃金を段階的に引き上げることが決定された。更には、最低時給15ドルへ引き上げる自治体が出てきており、2020年1月1日時点で、17の市や郡において最低賃金が15ドルを超えた。そして、2021年1月時点で労働者の約4割を占める9州(カリフォルニア州、コネチカット州、フロリダ州、イリノイ州、メリーランド州、マサチューセッツ州、ニュージャージー州、ニューヨーク州、バージニア州）及びワシントンD.C.では、最低時給15ドルへの引き上げを目指すことを表明していた（ワシントンD.C.は2020年7月、カリフォルニア州は企業規模に関係ない状態で2023年1月、マサチューセッツ州は2023年1月、コネチカット州は2023年6月、ニューヨーク州は2024年1月、ニュージャージー州は2024年1月に従業員数6人以上の企業の場合で、メリーランド州の従業員数15人以上の企業で働く従業員とイリノイ州は2025年1月に15ドルへ引き上げ済み。）。
- アラスカ州：最低賃金を2027年7月までに時給15ドルへと引き上げる予定である[10]。
- カルフォルニア州：カリフォルニア州議会により、低失業率による逼迫した労働市場もあり、2022年までに15ドルへ引き上げる（従業員が25人以下の企業は2023年と1年の猶予）ことが合意された。その後、2022年1月に従業員が26人以上の企業が15ドルとなり[50]、2023年1月に25人以下の企業も含め最低時給15.5ドルへ引き上げる形で達成された[51]。

また市レベルで、カルフォルニア州内のサンフランシスコ市、エマリービル市は2018年7月1日（エマリービル市の場合は、従業員が56人以上の場合は時給15ドル60セント、55人以下は15ドルに引き上げられる。）に引き上げられ、バークリー市は同年10月1日に引き上げられた。
2019年7月には、パロアルト市やサンノゼ市なども、15ドルへ引き上げた。更に、ロサンゼルス郡とロサンゼルス市では、従業員数26人以上の企業については2020年7月1日までに15ドルへ、25人以下は2021年7月1日に引き上げられた。
そして、全米に60店舗以上を持つファストフードチェーンで働く従業員を対象に2024年4月に時給20ドルへ引き上げている。
- コネチカット州：2019年5月に2023年6月までに15ドルへ引き上げた[56][57][58]。
- イリノイ州：2019年2月に2025年1月までに時給15ドルへ引き上げることが決まり、予定通りに引き上げた。対象は、18歳以上または年間労働時間650時間超の17歳未満の労働者[59][60]。
- シカゴ市：従業員21人以上の企業で働く授従業員の時給が2021年に[61]、20人以下は2023年7月に時給15ドルとなった[62]。
- メリーランド州：従業員数15人以上の企業は2025年1月までに、従業員数15人未満の企業は2026年7月までには、最低時給15.00ドルへ引き上げられる予定である[63]。

州内のモンゴメリー郡は、従業員数50人超の企業は2021年7月まで引き上げている。また、従業員数50人以下10人越の企業は2023年7月までに、従業員数10人以下の企業は2024年7月までに、最低時給15.00ドルへ引き上げられる予定である。
- マサチューセッツ州：2023年1月には、15ドルへと引き上げた[65]。
- ミズーリ州：最低賃金を2025年1月から時給13.75ドル、2026年1月から時給15ドルへと段階的に引き上げる[10]。
- ニュージャージー州：2019年2月に最低時給15ドルへ引き上げる方針を発表した。従業員数6人以上の企業は2024年1月に引き上げた。従業員6人未満の企業及び季節雇用者は2026年1月までであり、農業雇用者は2027年1月まで引き上げる予定である[66][67]。
- ワシントン州シアトル市：2021年1月より、市内の全ての企業で働く労働者の最低時給は15ドル以上ある。また、15ドル以上になった年は企業規模と医療給付制度拠出有無で分けられており、以下の通りである。

1.従業員500人超の企業 (医療給付制度に拠出が無い)：2017年初頭
2.従業員500人超の企業 (医療給付制度に拠出が有る)：2018年初頭
3.従業員500人以下の企業 (医療給付制度に拠出が無い)：2019年初頭
4.従業員500人以下の企業 (医療給付制度に拠出が有る)：2021年初頭
また、2019年7月には、従業員500人超の企業は、医療給付制度に拠出の有無に関係なく最低時給が同じとなり、2021年1月から医療給付制度に拠出が有る従業員500人以下の企業以外は最低時給額が同じとなり、2025年1月より従業員数規模や医療給付制度に拠出の有無に関係なく同じ最低時給額に統一された（2025年1月時点で、20.76ドル）。
- ニューヨーク市：従業員数11人以上の企業は2018年末に、従業員10人以下の企業は2019年末に、15ドル引き上げられた。

ニューヨーク州は、2024年1月1日に15.0ドルへ引き上げていった。
ニューヨーク市でフードデリバリーサービス会社と契約してサービスを提供する配達員の最低時給が2023年11月30日～2025年3月の間は17.96ドル（待機時間を含まずアプリで注文を受けてから配達が完了するまでを支払対象とする場合、分給0.5ドル）、2025年4月より19.96ドル（分給0.55ドル）となり、以降は毎年インフレ率に合わせて改定する予定となっている。なお、ニューヨーク市会計監査官による推計では、時給17.96ドルから配達員が自己負担する経費を差し引いた場合、時給12.69ドルの水準に留まる。
また、かつてニューヨーク市で働く配達員の平均時給は2021年1月～3月の間で7.09ドルで、チップを含めた場合は平均14.18ドルであった。
- ワシントンD.C.：2020年7月に15ドルに引き上げた[72]。
- ミネソタ州ミネアポリス：従業員100人越えの企業は2022年7月に、15ドルへと引き上げた。従業員100人以下の企業は2024年7月に従業員100人越えの企業の最低時給額である15.57ドルに引き上げる形で統合した[73]。
- フロリダ州：アメリカ大統領選挙（2020年11月3日）と同日に住民投票が行われ、賛成多数により2026年9月30日まで時給15ドルへ引き上げることとなった[74]。
- ネブラスカ州:2022年11月8日に実施した住民投票により、2026年までに15ドルへ引き上げる予定である[75]。
- バージニア州:2021年5月1日に成立した最低賃金法により、2026年1月1日に15ドルへ引き上げる予定である[76]。
- ニューメキシコ州のサンタフェ市とサンタフェ郡：2025年に前者[77]は3月に後者[78]は5月に15ドルへ引き上げ

企業の方でも、時給を引き上げる動きがあった。その背景には、低失業率と2017年末に成立した税制改革法によって減税による収益増の背景もある。また小売業界では、2019年コロナウイルス感染症の流行による影響による雇用への影響を抑えるため、最低賃金の引き上げを行う企業が出ている。
- アマゾン[79][80][81][82]：アマゾンが2018年11月1日より、初任給を11 - 12ドルから15ドルに引き上げた。

ただし、その代わり月次ボーナスと株式報酬を廃止した。また、賃上げの背景にはバーニー・サンダース上院議員を始め政治家などからの圧力と、12月の重要な年末商戦を控えており、低失業率の労働市場の中でも、臨時従業員採用で優位に立ちたいためである。
- 小売業界：

ウォルマート・ストアーズ:2018年1月にアメリカ従業員の初任時給を11ドルに引き上げた。理由は、連邦最低賃金（時給7.25ドル）に対して、同社最高経営責任者（CEO）が「安過ぎる」と感じたことから。その後2020年1月24日、試験的に一部の従業員の最低時給を11ドルから12ドルに引き上げると表明した。また、前述の2019年コロナウイルス感染症の流行の影響によりオンラインでの買い物が急増したため、2020年3月23日～5月25日の間、ネット通販向け倉庫で働く従業員の最低賃金を時給2ドル引き上げた。また、それとは別に正社員とパートタイムに対して計5億5,000万ドルのボーナスを現金で支給した。しかしながら、時給に関しては、時給11ドルのまま据え置くことにしているが、「ラダー・システム（段階的に上がるシステム）」という昇給システムを導入したことで、2021年3月13日より、時給13～19ドルで働く労働者が現れている。
ターゲット:2018年9月に、初任時給を昨年時の11ドルから12ドルに引き上げ。更に2019年6月には13ドルまで引き上げた。そして2020年には、17ドルに引き上げた。
コストコ:2018年3月に15ドルに引き上げ
- 金融業界[87]:

JPモルガン・チェース:地域の物価水準によって15ドルまたは18ドル
ウェルファーゴ：2017年の税制改革を受け、15ドルに引き上げ
バンク・オブ・アメリカ:2021年までに20ドル引き上げ
米シティグループ:2019年6月に、政治家の圧力や他の大手銀行の決定を受けて最低賃金を時給15ドル引き上げ。更に、未定だが時給20ドルへ引き上げる予定
- フェイスブック：2015年に時給15ドルへ引き上げた。2019年5月13日に、稼働する複数の場所での引き上げた最低時給が生活費に見合わないことがわかったため、食堂スタッフや管理人などアメリカの契約社員の最低賃金の引き上げを2020年の半ばまでに行うことを発表した[88][89]。

発表は、フェイスブックが一部のコンテンツモデレーターによる精神的苦痛を伴う配信動画によって引き起こされた精神障害の責任についての批判に晒されている状況の中で行われた。
以下が、フェイスブックの最低時給額である。
- サンフランシスコ・ベイエリア、ニューヨーク、ワシントンDCの契約社員:20ドル（コンテンツをチェックするモデレーターの場合、22ドル）
- シアトルの契約社員:18ドル（コンテンツをチェックするモデレーターの場合、20ドル）
- 上記の2つ以外の他の大都市圏の契約社員:18ドル

この引き上げに関して、アメリカだけでなく他の国でも同様の基準の策定に取り組むことも述べている。
- 電気自動車（EV）メーカー・テスラ

2020年7月22日に、テキサス州トラビス郡オースティン市近郊に、工場を建設することを発表した。同時に、この工場で雇用される従業員に対して、最低時給15ドルを保証することも約束した。>

#### 2010年代以降の最低賃金の動向 連邦政府の場合
一方、連邦政府の方では、2014年のオバマ政権の時、ホワイトハウスが連邦議会に対して最低賃金引上げを促す声明をうけた民主党議員による法案提出、2016年大統領選挙時の民主党予備選挙、バーニー・サンダース候補による15ドル賃金の政策提言があったが、前述したように連邦政府の定める最低賃金が2009年以降引き上げが行われてない。
しかしながら、2014年2月にオバマ前大統領により署名された大統領令13658号に基づき連邦政府契約事業者の制度が開始された。
連邦政府各機関が、2015年1月以降、対象となる契約事業者と新たな契約（更新を含む）を締結する場合、契約金額支払いの条件として、
1. 労働者に対して連邦政府契約事業者に課せられる最低賃金額を支払うこと
2. 契約事業者は下請事業者との契約に同旨を盛り込むこと

とした契約条項が盛り込まれることとされた。しかし、デービス・ベーコン法（Davis-Bacon Act）の対象とならない2,000ドル未満の建設に関する契約や、サービス契約法（Service ContractAct）の対象とならない電気・ガス・水道等の供給等は対象外である。
また、2018年5月にトランプ大統領が署名した大統領令13838号により、国有地で提供される季節的娯楽サービス（seasonal recreation service）は対象外とされた。（ただし宿泊・飲食業は国有地で提供される季節的娯楽サービスであっても引き続き対象とされている。）なお、デービス・ベーコン法やサービス契約法など、一定の連邦政府契約事業者について、職種ごとに、労働長官が地域の相場賃金として定める額以上の賃金を支払うことを求める法律が存在する。また、毎年物価スライドにより最低賃金額の改定が行われている。
そして2019年1月19日、バージニア州選出下院議員であり、連邦下院議会、教育・賃金委員会委員長のボビー・スコットが賃金引上げ法案「the Raise Wage Act(H.R.582, S.150)」 を190人の民主党議員の署名をもって下院議会に提出した。法案は2024年までに段階的に最低賃金を現行の7.25ドルから15ドルに引き上げるとともに、7.25ドルよりも低く抑えられているチップを受け取るレストラン等の労働者の最低賃金を標準的な労働者の最低賃金とそろえることを提案している。2019年7月18日、下院で保守派民主党議員に配慮して、連邦の最低賃金を1年遅らせて2025年まで段階的に時給15ドル（約1600円）に倍増させる法案を民主党などの賛成多数で可決した。しかしながら、上院は、共和党が多数派であり、共和党は最低賃金引き上げに対して反対しているため、法案通過は困難となる。
また、全米レストラン協会は、家族経営のビジネスを損ない、チップを受けとっている従業員の賃金を実質的に下げることになると反対した。
そして、議会予算局(CBO)が2019年7月に公表した引き上げの影響に関するレポートでは、1,700万人の労働者の賃金が上昇する一方、130万人が失業する可能性があると試算している。
なお、マクドナルドは2019年3月、全米レストラン協会に対し、最低賃金引き上げに反対するロビー活動に協力しないことを告げ、全産業の賃金引き上げを支持する姿勢を示した。
その後、2021年1月20日に大統領になったジョー・バイデン大統領が2019年コロナウイルスの流行に対処する為、就任直前に提案した「米国救済計画」に連邦最低賃金を15ドル引き上げることを含めた。しかしながら、法案成立反対の立場である共和党の阻止を防ぐために共和党の賛成ない状態でも可決できる「財政調整措置」の制度を利用した際、法案に最低賃金に関する条項を含むことに対して、上院の議事運営専門家が規則違反と判断したため、時給15ドル引き上げを削除した上で同年3月11日に成立することとなった。
また、この法案とは別に、2021年3月2日にホイヤー下院院内総務は近い将来、5年かけて時給15ドルに引き上げる法案の審議をする認識を示した。
2021年4月27日にバイデン大統領の大統領令により、連邦政府と契約した事業者で働く労働者（契約業務及びその業務関連に従事している場合）に課せられる最低賃金額は、バイデン大統領の大統領令により、2022年1月30日以降に連邦政府と事業者間で契約締結している場合のの労働者を対象に時給15ドルに引き上げ、障害を持つ労働者にも適用した。
更に、2023年1月1日以降は労働統計局の都市部賃金労働者用の消費者物価指数の上昇率を基に毎年改定されることとなった。それだけでなく、トランプ政権時に対象外であった連邦政府所有地で一般人向けに狩猟、釣り、スキー、サマーキャンプなどのサービスを提供する季節労働者も対象となっている。そして2024年1月1日にチップ労働者に別途設けている最低賃金も廃止した。

## 公正労働基準法による連邦最低賃金適用対象
1938年に制定された公正労働基準法の適用対象は、複数の州にまたがって通商する州際通商および州際通商のための商品生産に従事する被用者であった。ただし、当初の適用範囲は限定的であり、小売、サー ビス業、漁業、小規模地方電話交換、小規模週刊紙、地方のバス・市街電車、海員、鉄道、トラック、航空、農業、季節的産業が適用除外とされた。その後、適用対象者を拡大する改正が数次にわたり行われ、今日に至っている。
その経緯を記すと、
- 1949年改正:航空産業の被用者を適用対象とした。
- 1961年改正:年間100万ドルを超える売上高の小売企業の被用者を適用対象とした。ただし、当該小売企業の事業所であって年間売上高が25万ドル未満のところは適用除外とした。これにより 小売産業では対象者数が25万人から220万人に増加した。また地域輸送、建設、ガソリン・ステーションを含めた。
- 1966年改正：適用対象とする小売企業の基準である年間売上高100万ドル以上を年間50万ドル以上に、さらに1969年には年間25万ドル以上に引き下げた。1966年の改正では、公立学校、老人ホーム、クリーニング、建設業の被用者も適用対象とした。また農場に関して、雇用規模が四半期ベースでみてピーク期に500人日以上となる農場を対象とした。またチップを受け取る労働者に対して、最低賃金が導入された[99]。
- 1974年改正：連邦政府、州政府、市町村等自治体の非管理監督職の公務員および多くの家事使用人を適用対象に含めた。その後、1976年に連邦最高裁が州政府、市町村等自治体の公務員を公正労働基準法の適用対象とすることは違憲であるとの判断を下したことにより、対象からは外された。
- 1981年改正：売上高基準を25万ドルから36.25万ドルと引き上げた。これは物価上昇を反映するためである。
- 1989年改正：小売事業および非小売事業の双方に、共通の売上高基準を適用することとし、基準額は50万ドルと定められた。
- 1997年改正：20歳未満の新規雇用者に対して採用から90日間に適用される、準最低賃金（4.25ドル）が設定された。

## 決定方式

### 連邦の場合
連邦最低賃金は、公正労働基準法の改正により行われる。改正は、上下院での過半数の獲得と大統領の署名によって発効する。具体的な手続きは以下のようになっている。
1. 法案提出と法案番号付与
2. 下院議会委員会での議論、パブリック・ヒアリング、修正、委員による投票
3. 下院議会での議論と修正、下員議員による投票
4. 議会予算局 (CBO) による調整
5. 上院議会委員会での議論、パブリック・ヒアリング、修正、委員による投票
6. 上院議会での議論と修正、上員議員による投票
7. 大統領による承認
8. 公布、施行

しかしながら、他のイギリスややドイツのように毎年ないし数年ごとに改定することを定めておらず、実際に2009年以降改正は無い。また、水準に関しても、消費者物価指数に連動するなどといった明確な基準もない。
今日まで、共和党と民主党の政治的な駆け引きによって決められており、他の国のように、労公使3者による審議会などで決められておらず、連邦労働省も関与していない。特に、大統領が強い拒否権をもつことから、たとえ両院議会で最低賃金の改定が可決したとしても最終的な決定にはならない可能性すらある。
また、アメリカの最低賃金はG7の中で最低であり、その理由に前述した政治的駆け引きのみで行われているだけでなく、国民間で自由な市場経済を標榜する風潮があることも指摘されている。
最低賃金額改定には以下のエピソードがある。
- 1938年の制度創設当初

1時間当たり25セントに設定されたが、この際には以下のような経緯があったとされる。
最初の原案では時間当たり 40 セントという水準が示されたが、議会での審議の過程で経過的に段階をつけて最低賃金が決められることとなった。創設当初の水準を25セントとし、次の6年間は30セント、満7年を経過した後に40セントとすることになった。
なお、40セントという水準は別にはっきりした根拠があって決められたものではないとする。当時の時間当たり平均賃金が 62.4 セントであったので、だいたい3分の2の水準であった。
- 直近の改定（2007年）

民主党のクリントン政権下 (1993年1月 - 2001年1月) において、それまでの4.25ドルから1996年4.75ドル、1997年に5.15ドルと引き上げた。しかし共和党のブッシュ政権下になってからは、改定の動きは停止した。民主党議員が度重なり最低賃金の改定法案を議会に提出したが改定は2007年まで実現することがなかった。
ブッシュ政権下の2007年に改定が実現したのは、2006年の秋の中間選挙で被用者や労働組合を支持基盤とする民主党が躍進し、上下両院とも過半数を制したことが大きく影響している。
そして、2007年の引き上げと2008年と2009年に予定されている引き上げは、「2007年米軍整備、退役軍人支援、カトリーナ復興支援、イラク責任予算法」の8102条において、1938年公正労働基準法の規定を改訂する形で行われた。
なお、企業寄りの議員には、最低賃金引き上げによる中小企業の負担緩和策も行うべきという見解が寄せられ、中小企業を対象とした減税策と一緒にした法案に修正された上で審議されることとなった経緯もある。
2009年以降は、オバマ政権では2014年にホワイトハウスが連邦議会に対して最低賃金引上げを促す声明をうけた民主党議員による法案提出、2016年大統領選挙時の民主党予備選挙、バーニーサンダース候補による15ドル賃金の政策提言があったが、連邦最低賃金は現在まで変更されていない。
しかし、2019年1月19日、バージニア州選出下院議員であり、連邦下院議会、教育・賃金委員会委員長のボビー・スコットが賃金引上げ法案「the Raise Wage Act(H.R.582, S.150)」 を190人の民主党議員の署名をもって下院議会に提出した。法案は2024年までに段階的に最低賃金を現行の7.25ドルから15ドルに引き上げるとともに、7.25ドルよりも低く抑えられているチップを受け取るレストラン等の労働者の最低賃金を標準的な労働者の最低賃金とそろえることを提案している。同年3月6日に連邦下院議会、教育・賃金委員会(Education and Labor Committee)の決定により、下院本会議の審議に移ることになった。連邦下院議会、教育・賃金委員会は賛成多数で法案を下院議会に送ることを可決した。
2019年7月18日、下院で連邦の最低賃金を当初法案より1年遅らせた2025年まで段階的に時給15ドル（約1600円）に倍増させる法案が賛成多数で可決された。何故なら、2018年11月の中間選挙の結果を受けて、連邦下院議会および下院議会委員会は、賃金引上げ法を支持する民主党が多数派となったからである。現在は(3)の段階を通過したにすぎない。しかしながら、可決時点での上院では引き上げに反対の考えを持つ共和党が多数派である為、法案成立の見通しは難しい。
しかしながら、民主党としては2020年の大統領選と同日に行われる上院議員選挙で主要経済政策の一つとしてアピールをして、有権者の支持拡大による、上院の多数派獲得と、大統領を民主党出身に変えようと目指した。そして、その両方を実現したことで最低賃金引き上げの可能性が高くなった。
そして、前述したように「米国救済計画」に連邦最低賃金を15ドル引き上げることを含めたが、最終的に削除されて可決されている。しかしながらこの法案とは別に、個別に時給15ドルを引き上げる法案を提出することは可能であるが、議事妨害（フィリバスター）を阻止するためには60議席以上の上院議員を必要とし、共和党議員の一部の協力が無ければ、法案成立を諦めざるない状況となる可能性がある。
更に、前述したように、ホイヤー下院院内総務より、5年かけて15ドルへ引き上げる法案の審議を近い将来始める認識を示している。一方、民主党議員の中には引き上げに慎重な者もおり、慎重派の1人であるジョー・マンチンは、15ドルでなく11ドルへの引き上げを主張している。
他方、共和党上院議員の中には、引上げに賛成するものの、民主党の慎重派議員と同様、引き上げ目標額を引き下げるよう反対する者が一部おり、共和党上院議員であるミット・ロムニーとトム・コットンは時給15ドルではなく、時給10ドルへの引き上げに賛成しており、2021年2月23日には、「Higher Wages for American Workers Act(アメリカ労働者のための高賃金法案）」 を発表している。またこの法案の内容は、従業員20人未満の企業の10ドルまでの段階的に引き上げる年数を20人以上の企業より1年遅らせるほか、若年者時給を4.5ドルから6.0ドルへの引き上げ、不法移民労働者の取り締まりの明記等、前述の賃金引上げ法案「the Raise Wage Act(H.R.582, S.150)」との乖離が大きい法案となっている。

### 州及び市や郡の場合
州別最低賃金は州法の改正、市や郡の最低賃金は条例の改正もしくは設立による。
州の場合は、連邦と同じく州法は州下院、上院で過半数の獲得ののち州知事の署名、市や郡も議会で過半数を獲得したのちに首長の署名によって発効する。
ただし、連邦と違い、州の場合、州法による最低賃金の引き上げは、住民投票によって行われることもある。例として、カリフォルニア州では州議会の採決で決定しており、ワシントン州シータック市では住民投票で決定した。
また、引き上げ方は以下の違いにより、州及び市や郡によって変わってくる。
- 引上げ目標水準

サンフランシスコ市やカリフォルニア州、ワシントン D.C.のように時給15ドルに引き上げることを目標とする自治体があり、州では8州が目指している。しかしその一方で、時給15ドル未満を引き上げ目標としている自治体もあり、ラスクルーセス市（ニューメキシコ州）の場合は、最低時給10.10ドルとしている。
- 目標達成後の最低賃金改定方法

コロラド州やカリフォルニア州のように、物価連動で引き上げが規定で明記されている自治体があるが、そのような規定のない自治体もある。物価に連動して引き上げる場合、2019年7月1日以降のエメリービル市のように、最低時給が15ドルを超えて上昇した事例もある。このほか、フロリダ州では労働省が公表した都市被用者消費者物価指数に基づき9月までの1年間の上昇率を算出し、上昇率に応じて翌年1月から改定するとしている。また、州最低賃金を消費者物価の動きに応じて改定する州は10州ある。更に、時給額を15ドルへ引き上げ後に消費者物価の動きに応じて改定する州がカリフォニア州を含め9州ある。
なお、対象となる労働者の範囲（適用する業種の範囲）は、小規模企業への配慮、チップの取扱い等、細部の規定は州や郡、市により様々である。
- 引上げペース

目標達成期間が数年と短期の場合と、10～20年単位の長期となっている自治体がある。前者の場合は、引上げペースが速いため、ニューヨーク市が2016年大晦日の引き上げ時は、前年比で22.2%の引き上げとなった。逆にミシガン州のように、年率 2.2～2.3%程度の緩やかな引上げを長期にわたり予定している場合もある。
また、毎年一定の金額を引き上げる事例もあり、コロラド州は1年あたり0.90ドル、マサチューセッツ州は同0.75ドル、ミズーリ州は同0.85ドルを引き上げている。
そして、カリフォルニア州では、従業員25人以下の場合は2019年、従業員26人以上の場合は2018年から、毎年1ドルずつ最低賃金を引き上げているが、雇用情勢と小売売上高が悪化したとき等には、州議会の決定により引上げを中止できるとしている。
- 従業員規模別

メリーランド州やモンゴメリー郡、ニューヨーク州のニューヨーク市、エメリービル市、シアトル市等では企業の従業員数によって最低賃金の引上げ幅に差を設けている。また、カリフォルニア州やロサンゼルス郡では、小規模な企業の最低賃金引上げのペースを、大規模な企業のペースより1年遅くしている。
- 業種別

特定の産業労働者に対して、通常の最低賃金とは別に設定されている。例えば、ニュージャージー州とカリフォルニア州では農業従事者、ニューヨーク州ではファーストフード店の従業員を含めたホスピタリティ産業従事者である。
- 地域別

オレゴン州とニューヨーク州では、州内の地域を都市部とそれ以外の地域に分けて設定している。
一方、アメリカでは、郡や市でも独自に最低賃金を設定することが可能であり、メリーランド州のモンゴメリー郡やワシントン州のシアトル市、カリフォルニア州のサンフランシスコ市、ロサンゼルス郡等は、州に先駆けて最低賃金の引上げを行っている。エメリービル市やシアトル市は、州より高い水準の引上げ目標を設定している。
但し、州によっては郡や市が独自に最低賃金を決定することを禁止している場合もあり、 例えばルイジアナ州では、州内の郡や市が独自に最低賃金を設定することを禁止している。
2021年5月1日時点で、30州とコロンビア特別区（首都ワシントン）は、連邦最低賃金を超える水準に最低賃金を設定している。一方で連邦最低賃金と同じ州も相当数あり、連邦レベルで引き上げが決まれば、こうした州が大きな影響を受ける。

## 減額・適用除外
アメリカでは、以下の場合においては公正労働基準法から除外され、最低賃金が適用されない。
- 管理職、専門職など（ホワイトカラーエグゼンプション）

共通する主たる要件
1. ブルーカラー労働者でないこと。
2. 「俸給基準」により週当たり1,128ドル以上(2025年1月1日～2026年12月31日まで）の賃金支払がなされていること（ただし、これは外商エグゼンプションの要件とはなっていない。なお。映画制作業界については、週当たり1,043ドル以上の賃金が保障されている場合に適用）。俸給基準とは、実際に労働した日数や時間にかかわらず、あらかじめ定められた金額を支払うことをいう。コンピュータ・技術者エグゼンプションで時給契約の場合は、時給34.10ドル以上(2025年1月1日～2026年12月31日まで時給45.57ドル以上)の賃金が支払われていることである。
3. 俸給水準要件の10％までは、毎年または頻繁に（annual or more frequently）支払われる非裁量的賞与（nondiscretionary bonuses）、インセンティブ給、手数料（commissions）の支払いに充てることが可能（年間賃金総額 15万1,164ドル以上は適用されない。2025年1月1日～2026年12月31日まで。）。
4. 州で別に定めており連邦政府の基準より上回る場合は、州の基準が適用される。

| 管理職エグゼンプション （Executive Exemption）                       | 次の3つの要件を満たすこと。なお、年間賃金総額 15万1,164ドル以上（2025年1月1日～2026年12月31日まで）の者[111]は、1 - 3の要件のいずれかを満たせば足りる。 1. 主たる職務が、当該被用者が雇用されている企業または慣習的に認識された部署またはその下位部門の管理であること 2. 習慣的かつ定期的（customarily and regularly）に、2人以上のフルタイム被用者相当の労働を指揮管理していること 3. 被用者を採用若しくは解雇する権限を有する、または他の被用者の採用若しくは解雇、及び昇級、昇進その他処遇上のあらゆる変更に関して、その者の提案及び勧告に対し特別な比重が与えられていること |
| 運営職エグゼンプション （Administrative Exemptions）                 | 次の2つの要件を満たすこと。なお、年間賃金総額15万1,164ドル以上（2025年1月1日～2026年12月31日まで）の者[111]は、1または2の要件のいずれかを満たせば足りる。 1. 主たる職務が、使用者や顧客の管理・事業運営 全般に直接関わる、オフィス業務または非肉体的労働であること 2. 主たる職務が重要な事項に関する自由裁量及び独立した判断の行使を含むものであること |
| 専門職エグゼンプション （Professional Exemption）                    | - 学識専門職エグゼンプション（法律、薬学、神学、会計、工学、物理学、化学、生物学等の専門的な教育を受ける必要があると見なされる職種に適用） - 創造業務エグゼンプション（知的創造が必要であると見なされる職種に適用） - 教師（「主たる職務」が教育、指導、講義といった教育活動であり、「教育機関（educational establishment）」に雇われている者が対象） - 法律業務及び診療業務（これらの業務に関する正式な免状又はライセンス取得し実際に従事している者か一般診療所運営に必要な学位保有者でかつインターンシップ制度もしくはレジデント制度の研修医）がある。                        |
| コンピュータ・技術者エグゼンプション （Computer Employee Exemption） | コンピュータ・システムアナリスト、プログラマー、ソフトウェア・エンジニア等のコンピュータ 関係の高度技能労働者。 |
| 外商エグゼンプション （Outside Sales Exemption）                     | 主な仕事が販売などの営業であり、習慣的（customarily）かつ定期的（regularly）に事業所の所在地とは離れた場所で従事している者。 |
※2024年6月28日にテキサス州東部地区連邦地方裁判所により、2024年7月1日施行のホワイトカラー・エグゼンプション俸給要件引き上げについて、テキサス州政府職員に限り一時差し止め命令を出したため、2024年7月1日時点でテキサス州政府職員は引き上げ前の週給684ドル以上（管理職と運営職のエグゼンプションであれば、年間賃金総額 10万7,432ドル以上の場合は、要件の1つでも満たせば適用。コンピュータ・技術者エグゼンプションで時給契約の場合は、時給27.63ドル以上）となっている。なお、この命令による影響のあるテキサス州政府職員は100人未満である。
- 小規模の新聞社や農業従事者など
コストの問題で、最低賃金を導入するのが厳しいため
- 新聞配達員
主に子供が従事する仕事であり、最低賃金を適用してしまうと費用が高くなり子供が雇われなくなるため
- 20歳未満の者
雇用促進の観点から、就業後90日間は最低賃金が減額され時給4.25ドルとなる。ただし、他の労働者に置き換える形で20歳未満の労働者を採用した場合にはこの特例は適用されない。

また、障害者（障害により稼得能力が低下している場合に限る）を雇い入れる場合、フルタイムの学生を雇い入れる場合、職業訓練を行う高校生を受け入れる場合には、労働省賃金時間部（Wage and Hour Division）から認可を 得て通常と異なる最低賃金の適用を受けることができる。

## 履行保証

### 連邦の場合
連邦最低賃金については公正労働基準法（FLSA）に基づき、最低賃金制度履行のための調査官をおいている。また、州や市、郡の最低賃金制度はそれぞれの自治体で取り締まる為、連邦としては管轄してない。
公正労働基準法（FLSA）は、最低賃金制度の履行確保における連邦労働省の担当部局、及び監督業務を行う調査監督官の設置と役割について規定している。
連邦労働省は、最低賃金制度について履行を監督する部局として「賃金・労働時間局（Wage and Hour Division）」を設置し（FLSA 4 条（a））、賃金・時間局・局長（Administrator, Wage and Hour Division）に賃金、労働時間その他の労働条件に関するデータ収集及び事業所の調査、臨検の権限を与えている（FLSA 11条（a））。また、調査、臨検の担当者として調査官を設置することを規定している（FLSA11条）。
賃金・労働時間局は全米各地、200箇所に事務所があり、2015年現在で調査官の人数は995人となっている。なお、労働長官は、FLSAに関連した業務について、議会への年次報告書を提出する義務を負っている（FLSA 4 条（d））。
調査官は、以下の方法で、最低賃金法の取り締まりを行っている。

#### 違反の把握
違反の把握方法として2つある。1つが苦情処理受付によるもの、もう1つが連邦労働省が主導しておこなう方法である。
前者は、電話、Eメール、手紙等による苦情受付である。外国人労働者の多いアメリカでは、苦情受付における多言語対応が必要になる。現在、16カ国語での対応が可能である。また、電話で受け付けた苦情は、対応から2分以内に多言語が対応できるシステムを確立している。
後者は、「戦略的執行（Strategic Enforcement）」により、最低賃金違反が多い産業、地域を調査により、特定する方法である。また、最低賃金違反が多い産業は以下の通りである。
- 飲食　Eating and Drinking, Limited Service(Fast Food), Full Service
- ホテル　Hotel / Motel
- 住宅建築　Residential construction
- 清掃　Janitorial services
- 引越し業　Moving companies, logistics providers
- 農業製品　Agricultural products, multiple sectors
- 造園業　Landscaping, horticultural services
- ヘルスケア　Health care services
- 在宅介護　Home health care services
- 食料品店　Grocery stores, retail trade
- 小売　Retail trade, mass merchants, department stores, specialty stores

これらの産業の内、違反件数が多くを占める産業を優先的に取り締まっていく。現在は飲食産業がそれに当たる。こののちに、次の四つの段階を経て進んでいく。
1. 産業構造を把握し、企業間の元請け下請け関係のマッピング、調査手順の考慮、雇用責任の範囲の確認、他産業との関係に拡大
2. 産業特性、地域特性に基づく抑止力の行使
3. 苦情処理に基づく調査から戦略的資源に基づく調査への転換
4. 継続的な調査

このような手順を踏む背景には、重層的な請負構造が広がっていることが挙げられる。そうすることで、企業個人だけでなく、業界全体の問題を解決する目的もある。また、聞き取り調査により、元請け企業にも責任を追及している。
「戦略的執行」に当たっては、調査官の増員も行われており、2008年の731人から2015年の995人へとおよそ250人増えている。

#### 調査
上述のように、最低賃金法違反の訴えがあった場合、調査監督官は、まず初めに、法の適用や適用除外を決定するための記録の調査（例えば、年間取引高、州際取引をしているかどうかなどが含まれる）、被用者の賃金や労働時間など、雇用条件に関する記録を調べるところからはじまる。
FLSAは、その記録の作成を使用者に義務付けている (FLSA11条（c）)。この記録を故意につけていない、もしくは保存していない使用者には刑事罰が課される( FLSA15同条（a）（5）、16条（a） )。
また、使用者だけでなく、使用者と関係する全ての従業員に聞き取り調査もする。

#### 違反した場合の賠償請求と刑罰
調査の結果、違法が認められた場合、未払い賃金の回収が行われる。
その方法は損害賠償請求として、被用者によるもの( FLSA16条（b）)と労働長官が行うもの(FLSA16条（c）)の2つ がある。被用者は単独以外にも、集団訴訟（Class Action）を行うことができる。未払い賃金には、同額の付加賠償金が課せられる。
違反を行った使用者に対する措置は、行政手続き、民事訴訟、刑事訴追の3つがある。
- 行政手続き

民事訴訟の代替として行われる。違反を行った使用者に未払い賃金、損害賠償、民事制裁金の支払いの3つが課せられる。なお、民事制裁金は児童労働や故意の違反を繰り返した場合に課せられる。使用者が支払いに応じたところで決着となる。
- 民事訴訟

被用者と連邦労働省の双方が訴えることができる。その内容は、被用者であれば、未払い賃金と損害賠償、及び裁判費用の支払い、連邦労働省の場合はそれに加えて民事制裁金が加わる。
被用者が訴える場合は、連邦労働省は民事制裁金の部分だけの訴訟となる。連邦労働省がすべての内容を訴える場合は被用者による訴訟は行われない。
- 刑事訴追

使用者が明らかに故意に違反を行ったと判断された場合には刑事訴追となり、罰金と禁固刑の双方が課せられる
抑止力の行使においては、2014年以降、企業が州を跨いで移動して、賠償請求の追及を逃れるのを防ぐため、労働長官による損害賠償請求を多用している。
また、「戦略的執行」を実施したことにより、未払い賃金の回収をより多く回収できた。2009年以降で160億ドルの未払い賃金を回収しており、2015年度だけでも2億4,600万ドル、24万人分を回収した。その大半が低賃金労働者であり、労働者1人当たりの回収額も増えており、2009年の785ドルが、2015年の1,000ドルとなっている。
FLSAは、最低賃金制度の履行確保のために、違反者に対する措置を定めている。最低賃金、時間外割増賃金違反を禁ずる（FLSA15条（a）（2） ）とともに、最低賃金違反を行った使用者には罰金、懲役刑、事業停止などの措置がとられ（FLSA第15条）。罰金の場合は1万ドル以下、禁固刑の場合は6カ月以下となる( FLSA16条（a）)。

### 連邦労働省賃金・時間局以外で取り締まりを行う機関
連邦労働省だけでなく、内国歳入庁（IRS）も最低賃金違反に関する取締りを行う。何故なら、最低賃金より低い人件費で支払った場合、企業は、人件費を削減することが出来るだけでなく、社会保障税や失業保険税への支払いを行わなくて済んでしまうためであり、納税の観点から最低賃金違反の取締りを行っている。場合によっては、賃金・時間局と内国歳入庁は連携して取り締まることがある。

### 州や市、郡の場合
最低賃金がある州は州法が、市・郡の最低賃金がある場合は市・郡の条例がある。これらの法令に基づき、州政府、市・郡がそれぞれ最低賃金制度履行のための調査官をおいている。
州政府、市・郡は賃金・労働時間に関する担当部局をもち、調査官がその部局にいる場合 もあれば、外局（Agency）に調査官がいる場合もあり、まちまちである。

## 最低賃金以下及び時給15ドル以下の労働者と生活賃金額に関するデータ

### 最低賃金以下及び時給15ドル以下の労働者の割合

#### 最低賃金以下労働者の割合
連邦最低賃金以下の賃金を支給されている労働者は、2022年で16歳以上の全時給労働者の約1.3%（約102.3万人）であり、その内の約86.2%（約88.2万人）が最低賃金未満である。
労働者はフルタイム時給労働者（週労働35時間以上）は約0.8%（約47.3万人）、パートタイム時給労働者（週労働35時間未満）は約3.0%（約54.9	万人）となっている。
但し、2019年コロナウイルス感染症流行による経済悪化によって、就業人数が回復しつつも、2019年に比べて就業人数が約356.0万人減少したため、2019年以前と比べる際、注意を要する。
男女別男性は約0.8%（約32.8万人）、女性は約1.8%（約69.5万人）である。
年齢別一番高い年齢層が16-19歳で約3.4%（約17.5万人）であり、逆に低い層は65 - 69歳の約0.5%（約1.4万人）であり、60～64歳の層を除き30歳以上70歳未満は1%未満となる。
人種別白人は約1.3%（約74.3万人）、黒人は約1.5%（約17.9万人）、アジア系は約1.3%（約5.2万人）、ヒスパニックは約1.0%（約18.1万人）である。
学歴別一番高いのが大学中退が約1.9%（約28.8万人）であり、一番低いのが高校1年未満と修士卒がそれぞれ約0.5%（約1.1万人と約1.6万人）である。
婚姻の有無未婚は約2.0%（約68.0万人）、既婚は約0.7%（約22.9万人）、死別と離婚及び別居は約1.0%（約11.3万人）であり、未婚の16 - 24歳の女性が約4.3%（約31.1万人）が一番高く、逆に低いのが16 - 24歳の死別と離婚及び別居男性の約0%（人数は多くとも55人）である。
職業別高い順に飲食業の約8.7%（約60.6万人）が突出して高く、連邦最低賃金未満労働者の約59.2%がこの職業に従事していた。次いでケアとサービスの約2.4%（約4.4万人）、医療支援職が約1.1%（約4.3万人）である。逆に低いのは、建設および採掘の職業と設置・保守・修理の職業がそれぞれ約0.1%（約0.7万人と約0.5万人）である。
産業別一番高いのがホテル及びレジャー産業の約6.7%（約63.9万人）と突出して高く、連邦最低賃金で働く労働者の約44.7%と連邦最低賃金未満で働く労働者の約65.2%が、この産業に従事していた。逆に一番低いのは鉱業、採石業、砂利採取業の約0%（人数は多くとも136人）である。
州別高い順にルイジアナ州（約2.8%[約3.0万人]）、ワシントンD.C.（約2.7%[約0.2万人]）、ミシシッピ州・ロードアイランド州（約2.5%[それぞれ約1.7万人、約0.7万人]）である。逆に低い順では、コネチカット州（約0.1%[約0.1万人]）、ハワイ州（約0.3%[約0.1万人]）である。ただし、多くの州では、連邦最低賃金を上回る州が定めた最低賃金がある点に留意する必要がある。また、高いの方にあるルイジアナ州とミシシッピ州は、州最低賃金を定めていない。更にルイジアナ州において、州内の郡や市が独自に最低賃金を設定することを禁止している。

#### 時給15ドル以下の労働者の割合
2022年時点での時給15ドル以下労働者の割合は全労働者の約31.9％（5,192万4,658人）である。
連邦全体で見た場合
男女別
男性は約24.7%（約2,112万1,951人）、女性は約39.9%（約3,080万2,707人）である。
有色人種を自認する女性の場合は約50.3%（約1,470万9,045人）へと増加する。
年齢別
ティーンエイジャー（16～19歳）は約580万人、成人 (20歳以上) は約4,610万人
人種別
白人は約26%、黒人は約47.0%（962万4,277人）、ヒスパニック系は約46.2%（1,390万6,014人）である。
片親世帯
片親世帯労働者の約57.5% (約1,120万人) が15ドル未満の時給であった。
州・自治領別で見た場合
全体　
多い順に、プエルトリコの約76%(84万1,775人)、ミシシッピ州の約45%（57万1,567人）ニューメキシコ州:約44%（42万3,336人）
少ない順に、コロンビア特別区の約9%（3万5,247人）、 ワシントン州の約14%（56万1,034人）、カルフォニア州の約18%（340万5,104人）
女性労働者
多い順に、プエルトリコの約78%(41万325人)、ミシシッピ州の約55%（34万1,253人）ニューメキシコ州:約54%（24万1,193人）
少ない順に、コロンビア特別区の約12%（2万4,849人）、 ワシントン州の約20%（35万9,329 人）、カルフォニア州の約24%（211万6,373 人）
有色人種を自認する女性
多い順に、プエルトリコの約78%(40万6,623人)、ミシシッピ州の約70%（19万2,859人）アイダホ州:約68%（4万1,474人）
少ない順に、コロンビア特別区の約17%（2万747人）、 ワシントン州の約28%（14万3,003人）、カルフォニア州の約31%（163万8,984人）
黒人労働者
多い順に、プエルトリコの約92%(1,158人)、ミシシッピ州の約63%（29万3,369人）サウスカロライナ州:約62%（40万7,235人）
少ない順に、コロンビア特別区の約13%（2万940人）、カルフォニア州の約21%（24万677人）、 ワシントン州の約22%（4万3,728人）
ヒスパニック系労働者
多い順に、プエルトリコの約77%(83万0,221人)、アーカンソー州の約63%(6万6,373人)、ケンタッキー州の約62%(4万8,386人)
少ない順に、コロンビア特別区の約15%（6,753人）、カルフォニア州の約29%（211万224人）、 ワシントン州の約29%（14万1,895人）
傾向として、性別では女性が、人種では黒人やヒスパニック系が高い傾向にあり、特に有色人種を自認する女性の場合は約半分が時給が15ドル未満であった。なお、州・自治領別で見た場合、黒人とヒスパニック系でそれぞれ35州・自治領、有色人種を自認する女性でそれぞれ41州・自治領が、女性全体で10州・自治領で時給15ドル未満労働者の割合が全体の50%以上であった。そして、時給15ドル未満の割合が少ないコロンビア特別区・ ワシントン州・カルフォニア州において、2023年9月30日時点で最低時給が15ドルを超えて定められている。

### 生活賃金額
2022年の子供が2人いる4人家族のアメリカ全体平均での生活賃金は、25.02ドルである。年収に換算した場合、貧困線の約3.5倍に当たる104,077.70ドルであった。また、この金額は大人が年間2,080時間働いている場合の時給額である。そして子供は、1人目は4才、3人目は9才、3人目は15歳の場合を想定している。
また、大都市圏の中で全米一生活費が高いサンノゼ市の場合は、2024年で成人1人が生活するには時給32.87ドルを必要とし、子供2人を持つ成人2人（両方とも働いている）の家庭では時給40.21ドルを必要だとしている。

## 経済学者による最低賃金引き上げ論

### 肯定
- 2006年の段階で、アメリカではジョセフ・E・スティグリッツ、ポール・クルーグマン、ローレンス・クライン、クライブ・グレンジャー、ケネス・アロー、ロバート・ソローなど幾多のノーベル経済学賞受賞者らによる最低賃金引き上げの重要性が論じられている[120]。最低賃金を緩やかに引き上げることで低所得労働者層の福利を増進させることができ、労働市場、さらには経済全体にも好影響を与えるとしている。
- 2012年にはスティグリッツをはじめ、ローラ・タイソン、ロバート・ライシュさらにはジェフリー・サックスなども協同し、アメリカ合衆国議会へ2014年までに、現行の時給7.25ドルから9.80ドルへの最低賃金引き上げを求める手紙を送っている[121]。
- 2013年2月17日にノーベル経済学賞受賞学者であるポール・クルーグマンは、最低賃金引き上げに賛成するとともに、勤労所得税額控除と最低賃金の2つの制度を上手く組み合わせていくべきであると主張したコラムをニューヨーク・タイムズに投稿した[122]。
- 2013年、米国大統領であるバラック・オバマが最低賃金を時給9ドルに引き上げる政策を提示しており、クルーグマンはこの政策が以下の理由により低所得者の給与水準を改善するとして、これを歓迎している[123]。
  - ここ40年間のインフレの影響で、2013年2月現在の実質的な最低賃金はいかなる合理的水準よりもはるかに低い。従ってオバマが提案している程度の最低賃金の引き上げであれば、伝統的な経済学が予想する最低賃金の悪影響は顕在化しない[123]。
  - 同様に米国経済の過去の実証研究も、最低賃金の多少の上昇が悪影響を顕在化させない証拠を数多くあげる事ができる[123]。
  - 労働者という財は通常の財と比べてはるかに複雑である事が原因で最低賃金の多少の上昇は労働需要を減らさない[123]。
  - 最低賃金の上昇は低賃金労働者を対象とした他の制度、特に勤労所得税額控除に影響を与える。この控除の利益の一部は低賃金労働者ではなく経営者に還元されてしまうが、最低賃金の上昇はその利益を低賃金労働者にある程度戻す[123]。
- 2014年1月、ジョセフ・スティグリッツやピーター・ダイアモンドを中心に、ロバート・ソロー、ケネス・アロー、マイケル・スペンス、エリック・マスキン、トーマス・シェリング、アラン・ブラインダー、ロバート・ライシュ、ローレンス・サマーズ、ローラ・タイソンなど総勢75名の米国の主要な経済学者が[124][125]、米国の最低賃金を時給10.10ドルにまで引き上げるために米国の民主党が提示した最低賃金引き上げ法案を支持した。彼らは米国大統領と議会へ手紙を書き[125]、2016年までに最低賃金を10.10ドルにするよう請願した。
- 最近[いつ?]の研究が示すように、最低賃金の上昇は低所得者の可処分所得を増加させ、消費が高まることで経済に好影響をあたえることがわかっている[125]。その最低賃金引き上げ法案は the Fair Minimum Wage Act と呼ばれ、アメリカ合衆国議会においてトム・ハーキンらによって提出された。その法案が可決されれば、最低賃金水準で生活する労働者の年収は2014年時の1万5千ドルから2万1千ドルへと上昇し[124]、貧困層の3世帯に1世帯が貧困から脱することができると見積られている。
- アメリカ合衆国大統領府経済諮問委員会（Council of Economic Advisers, CEA）は、2014年2月にオバマ前大統領により署名された大統領令13658号と同日の2014年2月12日に、「最低賃金引上げのための経済的論拠」[126] と題する調査レポートを発表している。

レポートによれば、最低賃金を時給10.10ドルへ引き上げることによる経済的ベネフィットは最低賃金引き上げによる経済的コストを上回ると考えている。最低賃金の上昇は労働者の離職・転職率を減少させ、会社の労働生産性を向上させるとしている。この労働生産性の上昇は、最低賃金引き上げによるビジネスコストの上昇を埋め合わせるとしている。更には、最低賃金引き上げによる雇用への影響はほとんどないとしている。以下にその内容の一部を紹介する。
1. 最低賃金のインフレ調整後の実質価値は、1968年のピーク時と比較して、2013年12月時点で約3分の1目減りしている（1968年の最低賃金の実質価値は11ドルに相当した）。
2. 最低賃金の平均賃金に対する比率は、2014年1月現在で36%に過ぎず、ピーク時（1968年2月）の54%から大幅に下がっている。
3. 経済諮問委員会の見積もりによれば、最低賃金の引上げにより、全国の2800万以上の労働者が利益を得る。このうち1900万人が賃上げの直接の対象であり、900万人が波及効果によるものである。また、性別では、女性が対象者の55%を占め、年齢では、20代以下が49%を占める。
4. 賃金及び勤労者所得控除を考慮した場合、現行の最低賃金のフルタイム労働者1名による4人家族の生活水準は、貧困ラインを17%下回るが、最低賃金を10.10ドルに引き上げることにより、貧困ラインを5%上回ることになる。
5. 2013年の会期の間に、カリフォルニア州、コネチカット州、ニューヨーク州及びロードアイランド州において、最低賃金を引き上げる法律が成立している。また、ニュージャージー州は、住民投票によって最低賃金の引上げとインフレ率への連動を決定した。これらの改正は、2014年及び2015年のそれぞれ異なる時点で施行される。
6. 世界各国の実質最低賃金の比較によれば米国の最低賃金は、10.10ドルに引き上げた場合でも他の先進各国よりわずかに低い額にとどまる。
7. 数十年に及ぶ研究の主要な成果として、最低賃金の引上げは企業にとっても有利であることが報告されている。すなわち、従業員のモチベーションを喚起することにより生産性を向上させ、離職率の低下により新規採用や研修にかかる経費を削減し、また、従業員の欠勤率を低減させるなどである。
8. 過去の研究によれば、最低賃金引上げと雇用との間の相関関係はほとんど見られず、また、2000年以降に公表された最低賃金に関する研究のメタ分析（2013年）の結果は、最低賃金の適度の引上げによる雇用者数への影響はほとんどないと結論付けている。

- エイドリアナ・クルーガーは「非常に慎重な調査で通常、就業率に特に影響は出ていないことが明らかにされている」と指摘している[128]。クルーガーは、最低賃金の引き上げは先送りされすぎていると指摘しており、「10.10ドルへの最低賃金の引き上げによって200万人が貧困から抜け出せる」とし、「最低賃金の停滞は賃金分配の最下部で不平等の拡大を招いている」と指摘している[128]。
- アメリカのウォール・ストリート・ジャーナル誌が2014年2月に48人のエコノミストを対象に行った調査では、54%が最低賃金引き上げは、雇用主の採用意欲を減退させ景気を損なうため実施すべきでないと回答しており、28%が最低賃金引き上げは景気に貢献すると回答、18%が特に有意な影響はないと回答している[128]。
- デイヴィッド・カードとその研究グループの1994年の論文では、アメリカの2州のファースト・フード店における最低賃金の引き上げと雇用実態を分析し、通説とは逆に、最低賃金の引き上げが、むしろ雇用量を増やす効果をもたらしているとしている[129]。最低賃金の引き上げが雇用量の減少をもたらすという事実は観察されないとしている[129]。一方で、カードらの研究に対する有力な反論も出現している[129]。
- アメリカのシンクタンク「経済政策研究センター」（CEPR）は、最低賃金を上げれば、ファストフードの食品加工・レジ係・小売店の販売員などの職種の離職率が下がり、組織の効率性が上がるなど、好循環が生じることで、雇用にはほとんど影響を及ぼさないと結論づけている[130]。
- リベラル系シンクタンク、経済政策研究所(Economic Policy Institute)の「2016年アメリカ賃金状況(The State of American Wage:2016)」によれば、下位10%の労働者の賃金上昇率が、最低賃金の引き上げを行った州が引き上げを行わなかった州と比べて大幅な改善がみられた。

最低賃金の引き上げを行わなかった州では対前年比2.5％の上昇にとどまったのに対して、最低賃金の引き上げを行った州では倍以上の5.2％(女性の場合は6.3%)の上昇だった。
- 2023年7月31日に経済政策研究所(Economic Policy Institute)による発表では、アメリカの連邦最低賃金を2028年までに17ドルへ引き上げることを賛成している。賛成理由以下の通りである[6]。

1. 人種間賃金格差を縮小する役割を果たす。黒人労働者の約3割（29.7％）とヒスパニック系労働者の約4分の1（24.6％）が最低賃金引き上げの恩恵を受け、年間を通して働く黒人労働者の場合は年間3,200ドルの追加収入を得ることができる。実際に、1960年代後半の最低賃金引き上げは、白人と黒人の賃金格差を大幅に減少させている。
2. 最低賃金労働者と中流階級の間の賃金格差を縮小できる。
3. 世帯総収入が貧困ラインを下回っている約60.4%の世帯の労働者の収入増加につながる。
4. 最低賃金のわずかな上昇が目立った雇用減少につながっていないこと。
5. アメリカで独身の大人の生活賃金額が控えめに見積もっても時給17ドル必要があり、アメリカ全土に普及するためには、最低賃金を17ドルへ引き上げる必要性が出ている。
6. 最低賃金の引き上げは、世帯の所得増加を生じさっせるだけでなく、乳児の健康改善の効果や児童虐待と未成年の妊娠を減少する効果もある。

- エモリー大学のJohn Kaufman博士の2020年の論文より、アメリカ各州とワシントンDCの1990年と2015年の賃金上昇と自殺率の関係性を調査した結果、最低賃金を引き上げることにより、18～64歳の高卒の自殺を減少させる効果があることが分かった。最低賃金を1ドル引き上げることで、18～64歳の高卒の自殺を約6%～3.5%減少させる効果があることが判明している。また、リーマン・ショック後の2009年～2015年の間に、州の最低賃金を1ドルの引き上げた場合は、27,550人の自殺を防ぐことができ、2ドルの増加は57,350人の自殺を防ぐことができたと推定している[133]。

- Ellora Derenoncourt とClaire Montialouxが2121年2月に発表した「Minimum Wages and Racial Inequality（最低賃金と人種間不平等）」[134]によれば、1966年に公正労働基準法が改正された際、適用対象労働者が米国全体の労働力の約20%、アフリカ系アメリカ人労働者の約3分の1へと拡大した影響により、アフリカ系アメリカ人と白人の人種間の所得格差を減少させる効果があることが判明した[135]。

また、この改正により、以下の効果があることも判明している。
1. 1967年に最低賃金を適用された産業で働く労働者の賃金上昇率は、全人種では5.3%に対して、アフリカ系アメリカ人は8.0%（白人は4.3%）と全人種に比べて約1.5倍上昇率が高いこと。そして、1967～1969年に掛けての1時間当たりの最低賃金でみても6.6%ほど増え、アフリカ系アメリカ人労働者の多い南部ではさらに7.5%ほど増えている。
2. 労働者の教育年数が11年以下の場合、12年以上の労働者（2.5%）に比べて、賃金上昇率が10.1%と高く、教育年数の低い労働者の賃金向上をもたらしていること。
3. 1967年に初めて最低賃金が導入された州は、そうでない州に比べて、就労者数が全人種が0.1％減少したのに対して、アフリカ系アメリカ人は1.2%（白人は0.1％）と、全人種より減少率が大きい。
4. 賃金が最低賃金の1.15倍以下の場合、雇用が0.06%増加するが、1.20倍以下だと0.21%減少すること。また、1.15倍以下でも場所や産業によって減少しており、特に中西部や西部のレストラン産業では、0.6%以上（中西部は0.7%、西部は0.63%）減少している。

### 中立的
- 明日山陽子は論文「米国最低賃金引き上げをめぐる論争」[136] で「最低賃金制度の目的は、低賃金労働者に最低限の生活を保障しその生活水準を向上させることだといえるだろう」と認めつつも「最低賃金は貧困削減にはあまり有用なツールではないとみなされ、また、最低賃金だけでは、貧困線を下回るまたはぎりぎりの生活しか保障されない。あくまで、最低賃金制度は低賃金労働者の生活水準向上のツールの一つにしかすぎないといえる」と指摘している。

また明日山は、労働市場を需要独占的とみなす需要独占的（Monopsonic）モデルの場合は、最低賃金が適度に引き上げている限りは、雇用の減少は無く、むしろ増加させる場合があると論文で明記している。なお、「需要独占（Monopsony）」とは、市場に買い手が一人しか存在しない状況のことを指すが、需要独占的（Monopsonic）モデルはこの純粋な需要独占のケースに限らない。買い手（この場合、労働の買い手である企業）が多数市場に存在する場合でも、情報の不完全性を理由に、労働者に移動コスト（職探しのコスト）、雇用者に採用コストが発生すると、企業は純粋な需要独占の状況と同様、右上がりの労働の供給曲線に直面することになる。
- 経済学者のジョセフ・サビアは、最低賃金引き上げはオバマ大統領が考えているような貧困撲滅にはならないと指摘している[128]。サビアは、最低賃金引き上げは高失業率の時期には特に未熟練労働者の雇用に大きな打撃を与えるとしており、「最低賃金引き上げに最適な時期などないが、経済的に不透明な時期や景気後退時は最悪である」と述べている[128]。
- スイスのチューリヒ大学が行った米国の最低賃金と小売価格に関する研究結果（2017年11月発表。2001 - 2012年の米国における166件の最低賃金上昇[地方自治体・全米]と41州に所在する食料品スーパー2,000店の商品価格への影響を調査）[137] によると、最低賃金上昇により食料品や日用品など生活必需品価格が上昇し、最も圧迫を受けることになるのが最低賃金で働く労働者だという。研究結果の論文の8ページより、家計支出に占める生活必需品の支出比率は、平均11％で、最低所得層では14 - 15％、最高所得層では9％となり、世帯収入が低いほど比率が高くなる。

また一般的に、最低賃金の引き上げは、賃金格差縮小を目的として行われる。しかし、最低賃金の引き上げ前に、食料品店は値上げを行ってしまうため、最低賃金の引き上げによる恩恵は弱まってしまう。
- 議会予算局（Congressional BudgetOffice, CBO）が、2014年2月18日に発表したレポート「最低賃金引上げが雇用と家計収入に及ぼす影響」[139] は、かなり異なる調査結果を報告している。

CBO は、最低賃金の引上げは、多くの低賃金労働者の収入を増やし、彼らの家族を貧困ランから引き上げる一方で、一部の労働者にとっては雇用そのものが失われる結果をもたらすとする。
CBO による最低賃金引上げのシミュレーションでは、2つのオプションを想定しており、ひとつは、最低賃金を2016年までに3段階で10.10ドルまで引き上げ、その後、毎年インフレに連動させて調整する案（時給10.10ドルの場合）であり、もうひとつは、2016年までに2段階で9.00ドルに引き上げ、その後のインフレ調整は行わないとする案（時給9.00ドルの場合）である。CBO は、これら2つのオプションのそれぞれについて、以下のとおり最低賃金引上げの影響を予測している。
- 時給10.10ドルの場合

＄10.10 オプションが完全に実行された場合、2016年において、約 50万人の規模で雇用の減少が見込まれる。ただし、最終的な影響の予測には幅があり、CBO は、雇用の減少幅がごく少人数から100万人までの間である可能性が約3分の 2であると評価する。
このオプションによる低賃金労働者の名目所得の増加は、CBO の試算によれば、トータルで 310億ドルとなるが、低賃金労働者の多くが必ずしも低収入の家庭に属しているわけではないため、これらの所得の増加のすべてが低収入の家計にもたらされるわけではない。CBOは、310億ドルの配分として、貧困ライン以下の家族の増加分が19%に過ぎないのに対し、貧困ラインの3倍以上の収入の家族の増加分が29%を占めると見積もっている。
さらに、最低賃金の引上げは、失業者に加えて経営者や物価の上昇の影響を受ける消費者の実質所得の減少を伴う。そのため、CBOは、全労働者の所得の増減を考慮に入れた結果、実質所得の増加は、全体として20億ドルであると見積もっている。
これらの結果として、時給10.10ドルのシナリオは、現行の最低賃金で貧困ライン以下の収入となる家族に対して、最終的に50億ドルの実質所得の増加をもたらし、およそ90万人を貧困ラインから上に引き上げる。一方で、貧困ラインの6倍以上の収入を得ている家族にとっては、最終的に170億ドルの実質所得の減少が見込まれるとする。
- 時給9.00ドルの場合

上記と同様の試算によれば、＄9.00 オプションでは、約10万人の規模で雇用の減少が見込まれるが、ごく少人数の雇用の増加から20万人の減少までの間である可能性が3分の2であるとしている。また、貧困ライン以下の収入となる家族に対しては、最終的に10億ドルの実質所得の増加をもたらし、およそ30万人を貧困ラインから引き上げる一方で、貧困ラインの6倍以上の収入の家族にとっては、最終的に40億ドルの実質所得の減少となると見積もっている。
- 2019年7月にCBOは、2025年までに1時間あたり10ドル、12ドル、15ドルに上昇した場合の、3つの最低賃金額のシナリオで連邦最低賃金上昇の理論的効果を推定した。

15ドルのシナリオでは、2025年に130万～370万人の労働者が失業する可能性がある。また、貧困者の数は130万人減少するだけでなく、2019年時点で時給15ドル未満の労働者1,700万人と時給15ドルを上回っているが潜在的な影響を受ける1,030万人を合計した2730万人の労働者の収入が増収する（収入の増加による税金の影響がないと仮定した場合）。
更には、低収入世帯の所得が増加し、高収入世帯の所得が減少する為、所得格差が縮小するとしている。
そのため、このレポートでは、15ドル引き上げの影響として、
①賃金の上昇は失業によって相殺されるが労働者の収入得を引上げる。
②人件費の上昇は消費者に転嫁され、事業収入を低下させるとともに、価格が引上げられる。
③雇用の減少と資本ストックが減少し、国内生産量を若干削減する。
と推測している。
CBOの見積もりにおける統計では、2018年基準の購買平価ドルに換算した場合、どのシナリオにおいても最低賃金額は、時間の経過とともに上昇することが推測されている。CBOは、これらの推定値はインフレ率の上昇と同時に不確実であるため、貧困レベルの変化を推定する際にこれらの政策によるインフレの影響を考慮していないと述べている。加えて、CBOは、最低賃金引き上げに対する雇用の影響についても不可実性を伴う予測であることも述べた。
CBOによる3つのケースは以下の表となっている。
| シナリオ                                                      | 時給10ドル | 時給12ドル  | 時給15ドル  |
| ------------------------------------------------------------- | ---------- | ----------- | ----------- |
| 賃金上昇が見込める最低賃金以下の労働者数（百万人）            | 1.5        | 5           | 17          |
| 賃金上昇が見込める最低賃金超えの労働者数（百万人）            | 2          | 6           | 10          |
| 週平均の雇用変化（百万人）                                    | -0.05      | -0.3 - -0.8 | -1.3 - -3.7 |
| 貧困者数の推移（百万）                                        | -0.05      | -0.4        | -1.3        |
| 実質年収の変動：貧困基準以下の家族（億ドル[2018年基準]）      | 0.4        | 2.3         | 7.7         |
| 実質年収の変化：貧困基準の1 - 3倍の世帯（億ドル[2018年基準]） | 0.3        | 2.3         | 14.2        |
| 実質年収の変化：貧困基準の3 - 6倍の世帯（億ドル[2018年基準]） | -0.05      | -0.3        | -2.1        |
| 実質年収の変化：貧困基準の6倍越えの世帯（億ドル[2018年基準]） | -0.6       | -5.1        | -28.4       |
| 実質年収の変化：全世帯（億ドル[2018年基準]）                  | -0.1       | -0.8        | -8.7        |

- ジョー・バイデン大統領就任後の2021年2月8日に発表された議会予算局（Congressional BudgetOffice, CBO）のレポートによれば、2021年3月末に賃金引上げ法案「the Raise Wage Act(H.R.582, S.150)」が制定され、連邦最低賃金が2025年6月までに時給15ドルに引き上げた場合、以下の影響が表れると予想されている[141][142]。

1. 2025年には一部の企業が技術や自動化への投資を増やすことで、総雇用者数の約0.9%に当たる約140万人が解雇される一方、約90万人が貧困層から抜け出す試算となっている。この他にも、時給15ドルを下回る約1700万人の労働者に直接影響を受ける。
2. 2021年から2031年にかけて、最低賃金引き上げの影響を受けた人々の累積賃金は約3,330億ドル増加（内訳 時給引き上げによる賃金上昇分：約5,090億ドル、雇用減少による賃金減少分：約1,750億ドル）し、それに伴い企業の人件費が増加する。
3. 2021年から2031年にかけて、連邦政府の累積財政赤字が約540億ドル増加する。増加する理由は、賃金引き上げに伴うモノやサービスの価格上昇を起因とする政府歳出増や、職員の多くが時給15ドル未満で働いている介護施設や介護サービスの賃金引き上げによる公的医療保険「メディケア」と「メディケイド」を通じた医療費増加を挙げた。また、引き上げ法案が2025年になっても可決されない場合、それらの産業で働く約300万人の労働者が15ドル未満で働くことも予測されている。
4. 最低賃金引き上げによるインフレと生活費の増加により失業給付が増加する一方、補助的栄養支援プログラム（通称フードスタンプ）は受給者数と平均給付額の両方が減少する。但し、政府歳出は総合的には増加する。

- アジア経済研究所開発研究センターの伊藤成朗より、前述の「Minimum Wages and Racial Inequality（最低賃金と人種間不平等）」では人種間の所得格差縮小に効果はあるものの、あくまでもアフリカ系アメリカ人労働者が多くが従事していた低賃金労働産業で差別と分断によりアフリカ系アメリカ人より賃金の高い白人労働者へ雇い替えされなかったため、雇用が減少しない形で賃金上昇したに過ぎず、本当の意味での人種間差別解消にはなっていないことを指摘している[135]。

### 反対意見
- アメリカのウォール・ストリート・ジャーナル誌が2019年4月12日2:16（日本標準時間）の記事によれば、月次エコノミスト調査より米連邦最低賃金の引き上げは比較的小幅であっても雇用に悪影響を及ぼすとの見方が5年前の記事とは逆の見解が示された。エコノミスト全体の約3分の1は、現行7.25ドルの連邦最低時給を7.25ドル超 - 10ドル未満の範囲に引き上げれば、雇用喪失につながると回答した。雇用喪失を招く最低時給水準としては、26％前後が10.01 - 13.00ドル、12％が13.01 - 15.00ドル、28％が15ドル超との見方を示した。最低賃金を支持するエコノミストの間で、適切と考える平均時給水準は10.83ドルだった。全体の3分の1弱は最低賃金自体を設けるべきではないとの考えを示した。回答者の半分弱が最低時給引き上げは可処分所得を増やすことで低所得層を支援するとの見方を示す一方、53％は最低時給引き上げにより雇用が減り、低所得層に打撃を与えると回答した[143]。
- 経済学者のディヴィッド・ニューマーク、ウィリアム・ワッシャーニューマークは、アメリカを中心とした膨大な実証研究を調べた上で、最低賃金は未熟練の雇用を減少させ、最低賃金の変化に直接影響を受ける人々に限れば、そのマイナス効果は明確だと指摘し、雇用への正の効果を示す論文は限られており、数の面では負の影響を示す研究が圧倒的で、最も納得できる実証に限ればその傾向はより鮮明だとしている[144]。彼らの約100本におよぶ最低賃金に関する研究の調査の結果、3分の2ほどの論文は最低賃金が雇用に対して負の効果をもつと示唆していた一方で、100本中10本ほどの論文は最低賃金が雇用に対して正の効果を持つことを示していた[145]。彼らは、信頼のおける分析だと判断した33の論文の内、28本が負の効果を示唆したものであることから、最低賃金の引き上げは雇用に対して悪影響をもつと結論づけている[145]。
- レストランやホテル業界などの雇用者寄りシンクタンク、雇用政策策研究所（Employment Policies Institute）は、最低賃金引き上げに反対の立場を示している。理由は、以下の通りである[146]。

1. 雇用を減少させる。
また、使用者側は、最低賃金引き上げにより、人件費上昇抑制の為、従業員を雇用せず、ロボットやセルフレジなどを用いて自動化したり、商品価格の値上げなどの対応をする。また、実際の例で2017年12月、ニューヨーク市の最低賃金は11ドルから13ドルに上昇したとき、 レストラン「The Coffee Shop」は、その影響により2018年10月に閉店したため、そこで雇われていた従業員150人を路頭に迷わせることになった。
2. 貧困問題に対処できない。
最低賃金引き上げに影響を与える大部分は、収入5万ドル以上の世帯で働く稼ぎ頭以外の人達である。また、貧困状態にいる人たちの60%が仕事を持っていないため、最低賃金引き上げによる恩恵を受けず、貧困問題の解決に貢献しない。なにより、コーネル大学とアメリカン大学の経済学者による研究によれば、28の州で、2003年から2007年の間に最低賃金を引き上げたが、貧困の減少が見られなかったとの調査結果がある。
3. 経済学者の大部分が反対している。
例えば、15ドル引き上げに対して、約4分の3の経済学者が、若者の雇用減少などを理由に反対した。またリベラルな経済学者もこの規模の連邦賃金引き上げに反対している。そして、支持する党で、容認する最低賃金額が異なり、共和党支持者は現状の最低賃金額(時給7.25ドル)を支持が多いのの対して、民主党支持者は時給10.00 - 10.50ドルの最低賃金額を支持している。
4. アメリカ人の60%は、最低賃金引き上げに関賛成しているが、引上げの副作用（未熟練労働者の雇用減少、中小企業の倒産増加）を知ると、反対が50 - 60%へと変化した。必ずしもアメリカの世論では、無条件で引き上げを支持しているわけではない。
5. 貧困対策は、最低賃金引き上げではなく、勤労所得税額控除が効果的であること。
また、控除が1％増加するごとに、州の貧困率が1％低下する調査結果が、サンディエゴ州立大学の経済学者ジョセフ・サビアとジョージア大学のロバート・ニールセンにより、発表されている。
6. チップ制の労働者の大部分は、最低賃金引き上げに反対であること。